# La Fille qui survola Féérie et coupa la Lune en deux
La Fille qui survola Féérie et coupa la Lune en deux (titre original : The Girl Who Soared Over Fairyland and Cut the Moon in Two) est un roman de fantasy de l'écrivain américain Catherynne M. Valente publié en 2013 puis traduit en français et publié par les éditions Balivernes en 2025. Il s'agit du troisième tome de la série Féérie. Cet ouvrage a obtenu le prix Locus du meilleur roman pour jeunes adultes 2014.

## Éditions
- The Girl Who Soared Over Fairyland and Cut the Moon in Two, Feiwel and Friends, 1er octobre 2013, 248 p.  (ISBN 978-1-250-02350-6)
- La Fille qui survola Féérie et coupa la Lune en deux, Balivernes, 31 décembre 2025, trad. Laurent Philibert-Caillat, 250 p.  (ISBN 978-2-35067-152-9)